# Only Girl (In the World)
"Only Girl (In the World)" is een nummer van zangeres Rihanna. Het werd op 10 september 2010 beschikbaar gesteld als download. Op 2 november werd het uitgegeven als eerste single van haar vijfde studioalbum, Loud. Het uit Noorwegen afkomstige duo Stargate was verantwoordelijk voor de productie. Met het nummer zet Rihanna de lijn van haar vorige single voort. In "Love the Way You Lie" zong ze met rapper Eminem over huiselijk geweld. Een jaar eerder werd haar toenmalige vriend Chris Brown wegens huiselijk geweld veroordeeld. In "Only Girl (In the World)" smeekt ze om liefde: "I want you to make me feel like I'm the only girl in the world".
In de videoclip zwerft Rihanna met een grote, rode pruik door een woestijn met rondzwevende ballonnen. Aan het eind van de video staat zij boven op een stapel stoelen in het water. De clip werd geregisseerd door Anthony Mandler, die eerder ook verantwoordelijk was voor de regie van de videoclips voor "Shut Up and Drive", "Rehab", "Russian Roulette" en "Te Amo".

## Hitnoteringen

### Nederlandse Top 40
| Positie: | 24 | 18 | 14 | 8  | 7  | 7  | 5  | 4  | 4  | 3  | 3  | 3   | 4 |
| Week:    | 14 | 15 | 16 | 17 | 18 | 19 | 20 | 21 | 22 | 23 | 24 |     |   |
| Positie: | 2  | 4  | 4  | 6  | 5  | 5  | 8  | 9  | 19 | 26 | 39 | uit |   |

### NederlandseSingle Top 100
| Hitnotering: 18-09-2010 t/m 14-05-2011 | Hitnotering: 18-09-2010 t/m 14-05-2011 | Hitnotering: 18-09-2010 t/m 14-05-2011 | Hitnotering: 18-09-2010 t/m 14-05-2011 | Hitnotering: 18-09-2010 t/m 14-05-2011 | Hitnotering: 18-09-2010 t/m 14-05-2011 | Hitnotering: 18-09-2010 t/m 14-05-2011 | Hitnotering: 18-09-2010 t/m 14-05-2011 | Hitnotering: 18-09-2010 t/m 14-05-2011 | Hitnotering: 18-09-2010 t/m 14-05-2011 | Hitnotering: 18-09-2010 t/m 14-05-2011 | Hitnotering: 18-09-2010 t/m 14-05-2011 | Hitnotering: 18-09-2010 t/m 14-05-2011 | Hitnotering: 18-09-2010 t/m 14-05-2011 | Hitnotering: 18-09-2010 t/m 14-05-2011 | Hitnotering: 18-09-2010 t/m 14-05-2011 | Hitnotering: 18-09-2010 t/m 14-05-2011 | Hitnotering: 18-09-2010 t/m 14-05-2011 | Hitnotering: 18-09-2010 t/m 14-05-2011 |
| Week:                                  | 1                                      | 2                                      | 3                                      | 4                                      | 5                                      | 6                                      | 7                                      | 8                                      | 9                                      | 10                                     | 11                                     | 12                                     | 13                                     | 14                                     | 15                                     | 16                                     | 17                                     | 18                                     |
| -------------------------------------- | -------------------------------------- | -------------------------------------- | -------------------------------------- | -------------------------------------- | -------------------------------------- | -------------------------------------- | -------------------------------------- | -------------------------------------- | -------------------------------------- | -------------------------------------- | -------------------------------------- | -------------------------------------- | -------------------------------------- | -------------------------------------- | -------------------------------------- | -------------------------------------- | -------------------------------------- | -------------------------------------- |
| Positie:                               | 18                                     | 11                                     | 9                                      | 5                                      | 6                                      | 5                                      | 4                                      | 6                                      | 2                                      | 3                                      | 6                                      | 7                                      | 10                                     | 22                                     | 20                                     | 14                                     | 15                                     | 15                                     |
| Week:                                  | 19                                     | 20                                     | 21                                     | 22                                     | 23                                     | 24                                     | 25                                     | 26                                     | 27                                     | 28                                     | 29                                     | 30                                     | 31                                     | 32                                     | 33                                     | 34                                     | 35                                     |                                        |
| Positie:                               | 25                                     | 24                                     | 25                                     | 24                                     | 33                                     | 37                                     | 49                                     | 45                                     | 46                                     | 64                                     | 69                                     | 73                                     | 49                                     | 65                                     | 66                                     | 58                                     | 89                                     | uit                                    |

### VlaamseUltratop 50
| Hitnotering: 25-09-2010 t/m 12-02-2011 | Hitnotering: 25-09-2010 t/m 12-02-2011 | Hitnotering: 25-09-2010 t/m 12-02-2011 | Hitnotering: 25-09-2010 t/m 12-02-2011 | Hitnotering: 25-09-2010 t/m 12-02-2011 | Hitnotering: 25-09-2010 t/m 12-02-2011 | Hitnotering: 25-09-2010 t/m 12-02-2011 | Hitnotering: 25-09-2010 t/m 12-02-2011 | Hitnotering: 25-09-2010 t/m 12-02-2011 | Hitnotering: 25-09-2010 t/m 12-02-2011 | Hitnotering: 25-09-2010 t/m 12-02-2011 | Hitnotering: 25-09-2010 t/m 12-02-2011 | Hitnotering: 25-09-2010 t/m 12-02-2011 | Hitnotering: 25-09-2010 t/m 12-02-2011 | Hitnotering: 25-09-2010 t/m 12-02-2011 | Hitnotering: 25-09-2010 t/m 12-02-2011 | Hitnotering: 25-09-2010 t/m 12-02-2011 | Hitnotering: 25-09-2010 t/m 12-02-2011 | Hitnotering: 25-09-2010 t/m 12-02-2011 | Hitnotering: 25-09-2010 t/m 12-02-2011 | Hitnotering: 25-09-2010 t/m 12-02-2011 | Hitnotering: 25-09-2010 t/m 12-02-2011 | Hitnotering: 25-09-2010 t/m 12-02-2011 |
| Week:                                  | 1                                      | 2                                      | 3                                      | 4                                      | 5                                      | 6                                      | 7                                      | 8                                      | 9                                      | 10                                     | 11                                     | 12                                     | 13                                     | 14                                     | 15                                     | 16                                     | 17                                     | 18                                     | 19                                     | 20                                     | 21                                     |                                        |
| -------------------------------------- | -------------------------------------- | -------------------------------------- | -------------------------------------- | -------------------------------------- | -------------------------------------- | -------------------------------------- | -------------------------------------- | -------------------------------------- | -------------------------------------- | -------------------------------------- | -------------------------------------- | -------------------------------------- | -------------------------------------- | -------------------------------------- | -------------------------------------- | -------------------------------------- | -------------------------------------- | -------------------------------------- | -------------------------------------- | -------------------------------------- | -------------------------------------- | -------------------------------------- |
| Positie:                               | 25                                     | 5                                      | 7                                      | 5                                      | 4                                      | 4                                      | 2                                      | 2                                      | 2                                      | 3                                      | 5                                      | 4                                      | 8                                      | 11                                     | 13                                     | 7                                      | 13                                     | 18                                     | 27                                     | 34                                     | 38                                     | uit                                    |